# Vobbia
Vobbia là một đô thị ở tỉnh Genova thuộc vùng Liguria, nằm ở vị trí cách khoảng 20 km về phía đông bắc của Genova. Tại thời điểm ngày 31 tháng 12 năm 2004, đô thị này có dân số 488 người và diện tích là 33,1 km².
Đô thị Vobbia có các frazioni (đơn vị cấp dưới, chủ yếu là thôn làng) Fabio, Torre, Canova, và Selva.
Vobbia giáp các đô thị sau: Busalla, Carrega Ligure, Crocefieschi, Isola del Cantone, Mongiardino Ligure, Valbrevenna.